# Michael McShane
Michael McShane (* 25. Juni 1955 in Boston, Massachusetts) ist ein US-amerikanischer Filmschauspieler.

## Leben
Michael McShane, der Sohn eines Soldaten der United States Army wuchs in Roeland Park (Kansas) einer Kleinstadt an der Grenze zum US-Bundesstaat Missouri auf. Er absolvierte zunächst die Shawnee Mission North High School in Johnson County (Kansas), ehe er ans San Joaquin Delta College in Stockton (Kalifornien) wechselte.
McShane begann seine Karriere als Improvisationskomiker an einem Stegreiftheater in Berkeley (Kalifornien). Anfang der 1990er Jahre zog er nach England von wo aus er seinen Werdegang als Filmschauspieler vorantrieb. Deshalb wird er oft fälschlicherweise als Brite bezeichnet. Sein erster bekannter Film war der 1991 produzierte Film Robin Hood – König der Diebe, in dem er als Bruder Tuck zu sehen war. Drei Jahre später, 1994, war er einer der Hauptdarsteller in der Filmkomödie Richie Rich an der Seite von Macaulay Culkin. Zu seinen bevorzugten Rollen zählen meist lustige und tollpatschige Charaktere. Neben Gastauftritten in Fernsehserien, wie zum Beispiel 2000 in Hinterm Mond gleich links oder 2005 in Malcolm mittendrin arbeitete McShane auch als Synchronsprecher von Hörspielen oder Animationsfilmen; so zuletzt 2007 in Es war k’einmal im Märchenland.
Über das Privatleben von Michael McShane ist wenig bekannt. Er ist verheiratet und lebt heute in Claremont (Kalifornien).

## Filmografie (Auswahl)
- 1988: Tucker (Tucker: The Man and His Dream)
- 1990: The Spirit of ‘76
- 1991: Robin Hood – König der Diebe (Robin Hood: Prince of Thieves)
- 1994: Richie Rich (Richie Rich)
- 1995: Tom und Huck (Tom and Huck)
- 1995–1997: Brüder (Brotherly Love; Fernsehserie, 40 Folgen)
- 1996: Emergency Room – Die Notaufnahme (ER; Fernsehserie, 1 Folge)
- 1997: Im Jenseits sind noch Zimmer frei (Tower of Terror)
- 1997–1998: Seinfeld (Fernsehserie, 2 Folgen)
- 1998: Das große Krabbeln (A Bug's Life; Stimme)
- 1999: Alles Routine (Office Space)
- 1999: Gnadenlos schön (Drop Dead Gorgeous)
- 2002: Jede Menge Ärger (Big Trouble)
- 2003: Die Schlachten von Shaker Heights (The Battle of Shaker Heights)
- 2005: Malcolm mittendrin (Malcolm in the Middle; Fernsehserie, 1 Folge)
- 2007: Es war k’einmal im Märchenland (Happily N'Ever After; Stimme)
- 2012: Doctor Who (Fernsehserie, 1 Folge)
- 2014: Love in the Time of Monsters
- 2015: Wayward Pines (Fernsehserie, 4 Folgen)
- 2016: Red Bird (Fernsehserie, 3 Folgen)